# Musée Mainssieux
Le musée Mainssieux est un musée de peinture, situé à Voiron dans le département français de Isère, en région Auvergne-Rhône-Alpes.

## Situation et accès
Le musée Mainssieux est situé dans le centre-ville piétonnier de Voiron, non loin de l'église Saint-Bruno. La gare ferroviaire française la plus proche est la gare de Voiron, située à quelques centaines de mètres. Cette gare est desservie par des trains TER Auvergne-Rhône-Alpes qui permettent au voyageurs de rejoindre directement Lyon et Grenoble.

## Description
Le musée a pour origines le legs du peintre et artiste Lucien Mainssieux (1885-1958) à sa ville natale en 1958. Il a été inauguré en 1989 par Philippe Vial, à l'époque maire de Voiron.
En 2004, le musée obtient l'appellation Musée de France. En 2018 l'exposition permanente et l'identité visuelle du musée ont été renouvelées.
Un nouveau parcours des œuvres permanentes a été proposé en juin 2022, à l'occasion de la réouverture du musée.
Le parcours de visite part du hall d'accueil au rez-de-chaussée, où des silhouettes découpées font revivre les souvenirs de Mainssieux et son époque. Au première étage, deux salles sont dédiées à « Mainssieux collectionneur » et à  « Un Voironnais à Paris » . Au deuxième étage, la salle 3 amène à découvrir « Une vie entre peinture et musique », étant Mainssieux aussi un bon musicien, et la salle 4 présente le rapport entre « Mainssieux et la Méditerranée ».

## Les collections permanentes

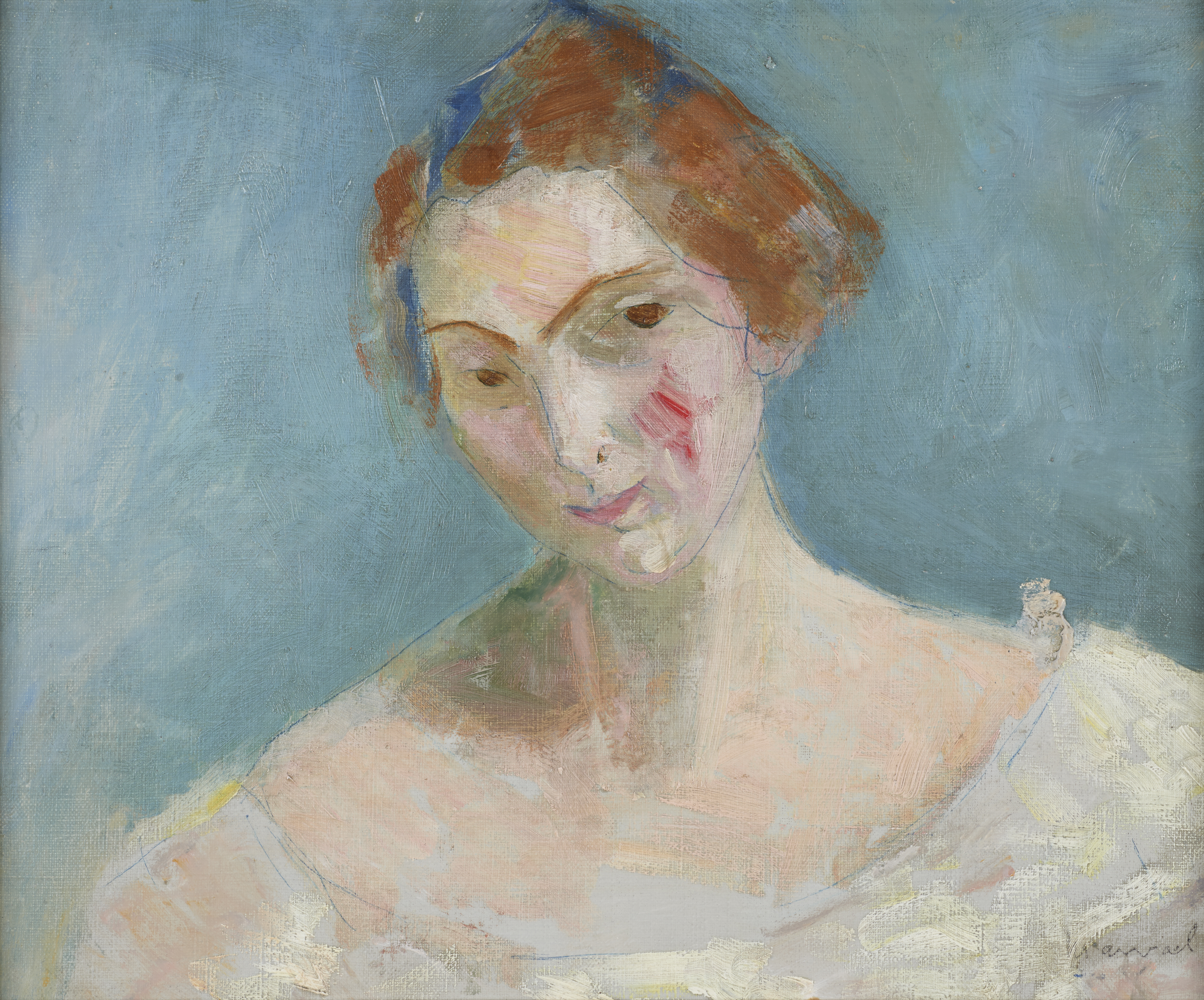
Femme au chapeau par Jacqueline Marval, musée Mainssieux, Voiron.

La collection du musée comprend les œuvres de Lucien Mainssieux et son fonds d'atelier soit 695 peintures et environ 6 800 dessins de sa main.
Lucien Mainssieux était un collectionneur, le musée conserve aussi 343 tableaux et environ 400 dessins d'autres artistes. Essentiellement composé d’œuvres françaises du XIXe et de la première moitié du XXe siècle, avec une prédilection toute particulière pour les paysages, la collection de Lucien Mainssieux laisse une place particulière aux écoles lyonnaise et dauphinoise ainsi qu'à ses amis notamment ceux côtoyés en Afrique du Nord. Le fil conducteur de cet ensemble reste classique à l’image de son propriétaire.
Dès l’âge de vingt ans, en 1905, Lucien Mainssieux acquiert ses premières œuvres. Toute sa vie durant, que ce soit « aux Puces » ou chez des marchands, parfois chez des particuliers ou directement auprès de l’artiste lui-même, il achète, échange, n’hésitant pas à se ruiner pour sa passion : découvrir et posséder de nouvelles œuvres.
Parmi les œuvres collectionnées  on trouve des tableaux de : Gustave Courbet, Jean-Baptiste Camille Corot, Jacqueline Marval, François Joseph Girot, Tancrède Bastet, Jules Flandrin, Daubigny, Auguste Renoir, Ravier…

## Les expositions temporaires
Le musée accueille aussi des expositions temporaires.
- 1990 : La nature morte dans l'œuvre d'André Dunoyer de Segonzac.
- 1995 : François Joseph Girot, Jacqueline Marval, Jules Flandrin, Lucien Mainssieux : les années 1895-1916.
- 2001 : Rétrospective de l'œuvre d'Henriette Gröll.
- 2003 : Exposition Femmes peintres en Dauphiné, XIXe et XXe siècles : Stéphanie de Virieu, Eugénie Chosson du Colombier, Joséphine Fesser, Annette Gamel, Adèle Gamel, Eugénie Gruyer, Jacqueline Marval, Louise Tagnard, Louise Morel, Édith Berger, Henriette Deloras, Yvonne Vicat, Marguerite Cottave-Berbeyer, Henriette Gröll, Renée Bernard, Madeleine Wagner, Gabrielle Traversier[3].
- 2008 : Exposition L'âme du paysage.
- 2008-2009 : Exposition La poésie du réel, Marval collectionnée par Mainssieux.
- 2009 : Exposition un été au Sahara : Eugène Fromentin, illustré par Mainssieux.
- 2010 : Exposition Maitre Corot chez Mainssieux, Paysage du XIXe siècle et modernité.
- 2012 : Exposition Roger Lorin, de paysages en constellations.
- 2012 - 2013 : Exposition L'éloge de l'oncle, laques et mirabilia de Martine Rey.
- 2013 : Exposition Nouvelles têtes, portraits du XIXe de la collection Mainssieux.
- 2014 : Exposition Voyages de Lucien Mainssieux, un artiste en Italie.
- 2015 : Exposition Lucien Mainssieux, le fantastique bestiaire.
- 2016 : Exposition Mainssieux, Géo-Charles et les autres.

## Visite et accessibilité
Conformément à la loi handicap du 11 février 2005, le musée a été réaménagé afin de permettre un accueil et des services adaptés. Des parcours et un discours adaptés permettent à l'ensemble des personnes handicapées de découvrir les différentes collections du musées.
Un élévateur extérieur et une rampe d'accès permettent aux personnes à mobilité réduite d'accéder à la porte d'entrée. Un ascenseur dessert les niveaux du musée. Une « Boucle magnétique / Amplificateur » est disponible à l'accueil du musée, ainsi qu'un audioguide avec audiodescription. Des tableaux tactiles sont également installés dans le parcours de l'exposition permanente.